# بخش سیروان (سنندج)
بخش سیروان یکی از بخش‌های استان کردستان است که در شهرستان سنندج واقع شده‌است.
مرکز این بخش روستای ۲۵ خانواری دره کوله است.

## تقسیمات کشوری
این بخش از دو دهستان ژاورود شرقی و میانرود تشکیل یافته‌است.